# Linolsäure
Linolsäure, wissenschaftlich (cis,cis)-Octadeca-9,12-diensäure, ist eine zweifach ungesättigte Fettsäure mit 18 Kohlenstoffatomen (18:2). Sie gehört aufgrund der Lage ihrer zweiten Doppelbindung zur Gruppe der Omega-6-Fettsäuren und Alkadienen. Sie ist eine sogenannte Diensäure und eine Isolensäure, weil die zwei Doppelbindungen durch eine Methylengruppe getrennt sind. Linolsäure ist von der zur Gruppe der Omega-3-Fettsäuren gehörenden Linolensäure zu unterscheiden.
Der Name Linolsäure leitet sich vom lateinischen linum (griech. linon) für Lein (Flachs) und oleum „Öl“ ab, daher wurde es bis ins 20. Jahrhundert auch als Leinölsäure oder Olinsäure bezeichnet.

## Vorkommen
Linolsäure kommt als Ester chemisch gebunden in vielen Triglyceriden vor, die Hauptanteile der natürlichen fetten Öle sind. Traubenkernöl mit 58–78 % und Distelöl (Safloröl) mit 55–81 % haben den höchsten Linolsäuregehalt aller Pflanzenöle. Auch in Hanföl (etwa 50 %), Sojaöl (49–57 %), Baumwollsaatöl (45–58 %), Weizenkeimöl (40–55 %), Maiskeimöl (34–62 %), Sonnenblumenöl (20–75 %) oder Kürbiskernöl (18,1–62,8 %) finden sich hohe Anteile; weniger hohe in Rapsöl (18–30 %) und Leinöl (12–18 %); wenige in Olivenöl mit nur 3–20 % Linolsäuregehalt.
Entgegen weitverbreiteter Anschauung enthalten diese natürlichen Fette und Öle keine freie Linolsäure, sondern deren Glycerinester. Der Samen von Crotalaria ochroleuca enthält ca. 12 % freie Linolsäure.

Beispiel für ein Triglycerid, das reich an ungesättigten Fettsäure-Resten ist. Der blau markierte Fettsäure-Rest ist einfach ungesättigt und leitet sich von der Ölsäure ab, der grün markierte Linolsäure-Rest ist zweifach, der rot markierte Linolensäure-Rest ist dreifach ungesättigt. Die Kohlenstoff-Kohlenstoff-Doppelbindungen sind cis-konfiguriert. Im Zentrum ist schwarz das dreifach acylierte Glycerin erkennbar. Öle enthalten einen höheren Anteil an essentiellen Fettsäure-Resten (= ungesättigte Fettsäure-Reste) als Fette.

## Gewinnung und Darstellung
Die Fettsäuren lassen sich durch alkalische Verseifung aus den Triglyceriden gewinnen, indem die entsprechenden Fette oder Öle mit Alkalien gekocht werden. Da die natürlichen Fette und Öle stets viele unterschiedliche Fettsäuren enthalten, schließt sich in der Regel eine destillative Trennung des entstandenen Gemisches an.
Kommerziell hergestellte Linolsäure hat einen Gehalt von bis zu 67 %, daneben enthält sie ein Gemisch aus weiteren gesättigten und ungesättigte Fettsäuren, vor allem Ölsäure.

## Eigenschaften
Reine Linolsäure ist eine farblose, ölige und fast geruchlose Flüssigkeit. Sie ist oxidationsempfindlich und altert an der Luft unter Gelbfärbung, die auf die Bildung von Hydroperoxiden zurückzuführen ist.  Die molare Masse beträgt 280,45 g·mol−1. und die Dichte 0,9 g·cm−3. Sie hat einen Schmelzpunkt von −7 °C und einen Siedepunkt von 230 °C. Die Fettsäure ist sehr schlecht löslich in Wasser, jedoch gut in vielen organischen Lösungsmitteln. Chemisch gehört sie zu den hydrophoben Carbonsäuren, auffällig ist jedoch ihr von den anderen Homologen stark abweichender pKS-Wert von 7,9 (normalerweise zwischen 4,75 und 4,95).

## Biologische Bedeutung
Linolsäure ist, ebenso wie α-Linolensäure, ein essentieller Nährstoff und muss deshalb mit der Nahrung zugeführt werden. Aus Linolsäure werden im Körper über die Zwischenstufe γ-Linolensäure (GLA) die in Entzündungsprozessen bedeutsamen Dihomogammalinolensäure (entzündungshemmend) und Arachidonsäure (entzündungsfördernd) synthetisiert.
Linolsäure ist ein regelmäßiger Bestandteil der menschlichen Haut, speziell der Epidermis. Die für die Regulierung des Wasserhaushalts entscheidend wichtige epidermale Barriere – als Struktur repräsentiert durch das Stratum corneum – besteht aus Ceramiden, freien Fettsäuren und Phospholipiden. Die Ceramide haben eine besondere Bedeutung für die Wasserregulierung. Das quantitativ bedeutsamste Ceramid ist Ceramid 1, dessen Hauptbestandteil Linolsäure ist. Linolsäure ist bei äußerlicher Anwendung in der Lage,
- Hautreizung von außen (irritativer Kontaktdermatitis) entgegenzuwirken,[16]
- chronischer Lichtschädigung der Haut entgegenzuwirken,[16]
- im Rahmen der lichtgeschädigten Altershaut auftretende Flecken zurückzubilden.[16]

Allerdings ist die Wirkung aufgrund der Molekülgröße nur bei bereits geschädigter Haut nachgewiesen.
Linolsäure wird ohne vorgegebene Höchstkonzentration in Kosmetika eingesetzt.

## Nachweis
Der Nachweis und die Gehaltsbestimmung von Linolsäure wird in der Regel durch Gaschromatographie des Methylesters durchgeführt; ergänzend kann eine Trennung der ungesättigten Isomere mit Silbernitrat-Dünnschichtchromatographie erfolgen.

## Technische Verwendung
Acylglycerine der Linolsäure und der Linolensäure werden als Zusatz zu Firnis und anderen trocknenden Ölen für Beschichtungen (Lacke u. a.) verwendet.